# 卢坎加沼泽

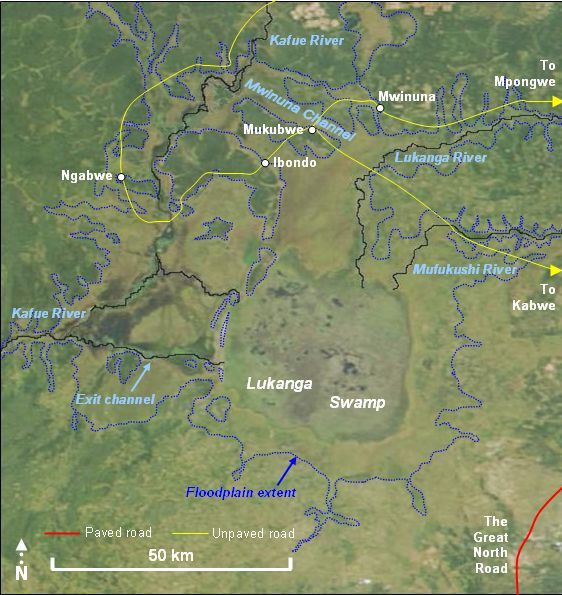
卢坎加沼泽卫星影像

卢坎加沼泽（Lukanga Swamp）是赞比亚中央省一片主要的沼泽地，在卡布韦西部大约50 千米沼泽大致是一个直径在40到50 千米的圆，面积1850 km²，另外在东北部卢坎加河河口以及西北部卡富埃河河口也有延伸段，面积分别是250 km²和500 km²。本区也包括一些潟湖，如西帕西湖和苏埃湖。